# Die Brautwahl
Die Brautwahl ist eine musikalisch-phantastische Komödie in drei Akten und einem Nachspiel von Ferruccio Busoni.

## Entstehung und Konzeption
In den Jahren 1906 bis 1909 schrieb Busoni den Text und von März 1909 bis Oktober die Partitur. Das Libretto hält sich beinahe wörtlich an die Prosavorlage von E. T. A. Hoffmann.
Die Brautwahl ist bewusst wirklichkeitsfremd konzipiert. Der Kontrast von irrealen und realen Momenten der Handlung ist im Einklang mit Busonis Ideal der Oper als 

„Scheinwelt […] die das Leben entweder in einem Zauberspiegel oder einem Lachspiegel reflektiert“

 von essentieller Bedeutung. Seine kritische Einstellung zum durchkomponierten Musikdrama von Richard Wagner manifestiert sich im oftmaligen Gebrauch geschlossener musikalischer Formen: symphonische Stücke, wie Vor- und Zwischenspiele, vokale Formen, wie Lied, Duett etc. und verschiedene marsch- und tanzartige Elemente, wie Menuett, Galopp, Marsch, Walzer oder Polka.

## Instrumentation
3 Flöten (3. auch Piccoloflöte), 2 Oboen, Englischhorn, 2 Klarinetten, Bassettklarinette, 2 Fagotte, Kontrafagott, 4 Hörner, 3 Trompeten, 3 Posaunen, Tuba, Pauken, Schlagzeug (Glockenspiel mit Klaviatur, große Trommel, kleine Trommel, Becken, Triangel, Tamtam, Xylofon), Celesta, Harfe, Streicher.
Bühnenmusik auf der Szene: Flöte, 2 Oboen, 2 Klarinetten, 2 Fagotte, 2 Hörner, 2 Trompeten, Kornett, Pauken, Schlagzeug (2 Spieler: Becken, Triangel, Trommel, große Trommel, Glocke, Glockenspiel), Cembalo oder Tafelklavier, Celesta, Orgel.

## Handlung

### 1. Akt
Nach einem Platzkonzert In den Zelten im Berliner Tiergarten darf der junge Maler Edmund den wohlhabenden Voswinkel und dessen Tochter Albertine, die schon lange für Edmunds Bilder schwärmt, nach Hause begleiten. Während sie in der Dunkelheit verschwinden, tritt der Goldschmied, Edmunds geheimnisvoller Schutzgeist, auf.
Szenenwechsel: Spandauer Straße mit dem Rathaus und einem angrenzenden alten Turm. In dieser Nacht prophezeit Leonhard Thusman, dass am Fenster des Turms um elf Uhr die Gestalt jenes Mädchens erscheinen werde, das die glücklichste Braut in Berlin sei. Phantastisch beleuchtet, erscheint Albertine, die vom Vater schon lange Thusman versprochen ist, im Turmfenster.
In einer spärlich beleuchteten Weinstube will Leonhard den verliebten Thusman davon abbringen, um Albertine zu freien. Manasse mischt sich ein, und die beiden Alten geraten in Streit. Sie übertrumpfen einander mit Zauberspuk, und Thusman flieht.

### 2. Akt
In einem Zimmer in seinem Haus betrachtet Voswinkel zufrieden sein von Edmund gemaltes Porträt. Da stürzt Thusman herein und berichtet, dass er Albertine mit einem jungen Mann tanzen sah und dass er selbst, von zahllosen Spiegeln umgeben, so lange tanzen musste, bis er bewusstlos geworden sei. Voswinkel vermutet hinter der Geschichte die Phantasien eines Betrunkenen. Da erscheint Manasse als Brautwerber für seinen Neffen, den reichen Baron Bensch, doch Thusman hat die älteren Rechte.
In einem anderen Zimmer des Voswinkel’schen Hauses ist Edmund damit beschäftigt, Albertine zu porträtieren. Da erscheint Thusman, und Albertine muss erfahren, dass sie ihm vom Vater versprochen ist.

### 3. Akt
Der verschmähte Thusman will sich bei Mondschein im Froschlaich im Berliner Tiergarten ertränken. Leonhard hält ihn davon ab.
Im Zimmer, in dem Thusman die Geschichte seines Tanzes inmitten der Spiegel erzählt hatte, sitzt Voswinkel abends verwirrt daheim. Er hat dem jungen Maler die Tür gewiesen und ihm sein Porträt zurückgeschickt. Leonhard macht ihm einen Vorschlag, wie er Albertines künftigen Ehemann bestimmen solle: In eines von drei Kästchen solle das Bild der Braut gelegt werden, und die drei Freier sollen sich je ein Kästchen auswählen. Wer das Kästchen mit Albertines Bild wählt, gewinnt sie zur Braut.
Albertine ist über die Entscheidung des Vaters, die Wahl ihres künftigen Mannes dem Zufall zu überlassen, entsetzt. Sie versinkt in einen traumähnlichen Zustand, in dem ihr Leonhard verspricht, er werde dafür sorgen, dass Edmund, den sie liebt, das Spiel gewinnt. In einer Vision führt er ihr Edmund vor dem Altarbild einer Kirche, umgeben von Orgelklängen und Chorgesang, vor. Er versucht, Albertine damit zu erklären, dass Edmund wegen seines Genius immer wieder aus der Realität in eine ihr fremde Welt abschweifen wird.
Im Nachspiel begrüßt Voswinkel am nächsten Vormittag im Saal seines Hauses die drei Freier und führt ihnen Albertine vor, die bräutlich geschmückt ist. Thusman und Bensch, die bei der Wahl des Kästchens kein Glück haben, werden von Leonhard mit Geschenken entschädigt, Edmund jedoch erhält Albertine zur Frau.